# Pfarrhaus (Dillishausen)

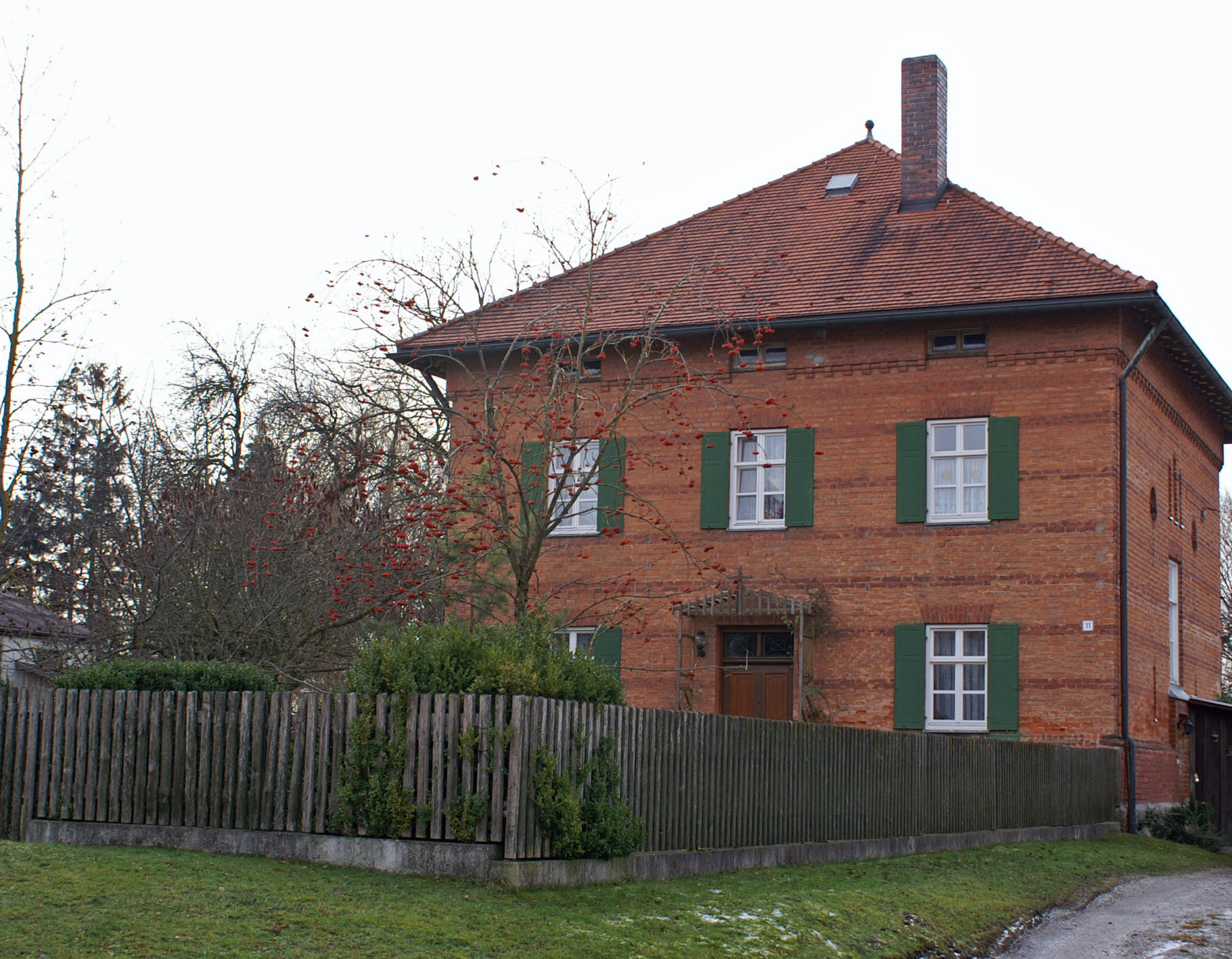
Ehemaliges Pfarrhaus in Dillishausen

Das Pfarrhaus in Dillishausen, einem Gemeindeteil von Lamerdingen im Landkreis Ostallgäu im bayerischen Regierungsbezirk Schwaben, wurde 1853 errichtet. Das ehemalige Pfarrhaus an der Amberger Straße 11, südwestlich der katholischen Pfarrkirche St. Peter und Paul, ist ein geschütztes Baudenkmal.
Der kubische, zweigeschossige Sichtbackstein-Bau mit Zeltdach besitzt noch die bauzeitliche Haustür.